# Vista Gaúcha

Vista Gaúcha.

Vista Gaúcha es un municipio brasileño del estado de Rio Grande do Sul.
Se encuentra ubicado a una latitud de 27º28'45" Sur y una longitud de 53º31'25" Oeste, estando a una altitud de 497 metros sobre el nivel del mar. Su población estimada para el año 2004 era de 2.713 habitantes.
Ocupa una superficie de 82,442 km².
- Datos: Q1774460
- Multimedia: Vista Gaúcha / Q1774460